# نفق أنفي دمعي
النَّفَقُ الأَنْفِيُّ الدَّمْعِيّ (بالإنجليزية: Nasolacrimal canal)‏ وهو النفق الذي تجري فيه القناة الأنفية الدمعية.
يتم تشكيله عن طريق إزاحة محارة الأنف السفلية، الفك العلوي والعظم الدمعي. تصب القناة في التجويف الأنفي من خلال الجزء الأمامي من الصماخ السفلي، والذي يقع بين الجزء السفلي وأرضية التجويف الأنفي.

## صور إضافية

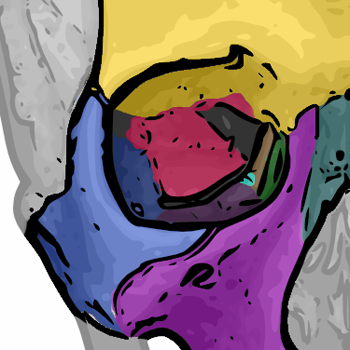
العظام السبعة التي تتمفصل لتكوين محجر العين.
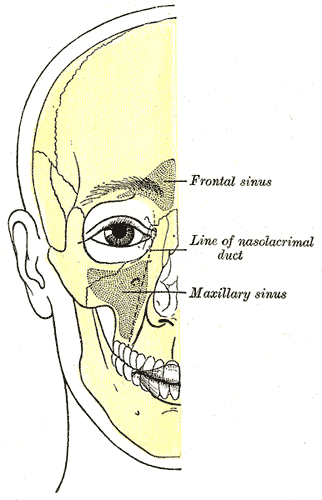
الخطوط العريضة للعظام الوجه ، والتي تبين موقف الجيوب الأنفية.

## وصلات خارجية
- صور تشريحية:29:os-0510 في مركز داونستيت الطبي التابع لجامعة نيويورك - "مدارات العين: المداري فتحات ذات الخصائص التشريحية"